# Chambellan de Normandie
Le chambellan de Normandie était un haut dignitaire du duché de Normandie pendant la période ducale. Comme tout chambellan, il assistait son prince dans ses prérogatives financières. À l'origine, cet officier s'occupait de tout ce qui concernait le service intérieur de la chambre (camera) du duc. Comme les rois de France ou d'Angleterre, certains des pairs laïcs avaient leur chambellan et d'autres officiers à leur service (connétable, maréchal, sénéchal, vidame, etc.).
L'un des premiers chambellans connus est Raoul de Tancarville, mort vers 1080, proche du jeune duc Guillaume. Il était l'un des principaux barons normands, possesseur de l'honneur de Tancarville (honore de Tankarvilla).
L'office devient très tôt héréditaire et suit la même dévolution que le comte de Tancarville. À l'extinction de la famille de Tancarville, l'office de chambellan, devenu honorifique, passe dans la maison de Melun, puis dans les familles suivantes :
- famille d'Harcourt
- maison d'Orléans-Longueville
- famille de Montmorency

## Liste des chambellans héréditaires de Normandie

### Famille de Tancarville
- vers 1035-avant 1066 : Raoul Fitzgérald (dit aussi Raoul le Chambellan, cité 1034[1]), seigneur de Tancarville, chambellan du duc de Normandie, fondateur d'une collègiale Saint-Georges à Boscherville.
- avant 1066-1079 : Raoul de Tancarville († 1079), chambellan de Normandie et d'Angleterre.
- 1079-1129 : Guillaume de Tancarville (Guillaume le Chambellan), seigneur de Tancarville, fondateur en 1113 de l'abbaye Saint-Georges de Boscherville[2]. Fils du précédent.
- apr. 1120-après 1137 : Rabel de Tancarville, seigneur de Tancarville, chambellan de Normandie, fils du précédent.
- 1140-ca. 1190 : Guillaume II de Tancarville, seigneur (baron[3]) de Tancarville et de Mézidon, chambellan du duc de Normandie, fils du précédent
- ca. 1190-av. 1204 : Raoul II de Tancarville (Raoul le Chambellan), seigneur de Tancarville et Mézidon, chambellan du duc de Normandie, fils du précédent
- av. 1204-apr. 1214 : Guillaume III de Tancarville, chevalier banneret, seigneur de Tancarville et Mézidon, chambellan de Normandie, frère du précédent
- ....-.... : Raoul III de Tancarville, seigneur de Tancarville et Mézidon, chambellan de Normandie, fils du précédent
- ....-apr. 1267  : Guillaume IV de Tancarville (Guillaume le Chamblent de Tancarvile), seigneur de Tancarville, chambellan de Normandie, fils du précédent
- av. 1272-av. 1283 : Raoul IV de Tancarville, seigneur de Tancarville et Mézidon, chambellan de Normandie, fils du précédent
- av. 1283-av. 1297 : Guillaume V de Tancarville, chevalier, « sire » de Tancarville, chambellan de Normandie, frère du précédent
- av. 1297-1302 : Robert de Tancarville, chevalier, seigneur de Tancarville et Mézidon, chambellan de Normandie, frère du précédent, mort à la bataille de Mons-en-Pévèle
- 1302-apr. 1309  : Guillaume VI de Tancarville (Guillaume le Chamblent de Tancarvile), seigneur de Tancarville et Mézidon, chambellan de Normandie, fils du précédent, mort sans postérité d'Isabelle de Marigny.

### Maison de Melun
- apr. 1316- : Jean Ier de Melun, vicomte de Melun, sire de Tancarville et de Mézidon, chambellan héréditaire de Normandie par le droit de sa femme Jeanne de Tancarville, dame de Tancarville et de Mézidon, sœur du précédent
- ...-1382 : Jean II de Melun (ca 1325-1382), vicomte de Melun, 1er comte de Tancarville (1352), chambellan héréditaire de Normandie, seigneur de Dangu et de Varenguebec, et Jure uxoris connétable héréditaire de Normandie par son épouse Jeanne Crespin (+ 1374) ; chambellan de France sous Jean le Bon
- 1382-1385 Jean III de Melun († 1385), vicomte de Melun, comte de Tancarville, chambellan et connétable de Normandie, fils aîné du précédent, sans postérité
- 1385-1415 Guillaume IV de Melun († 1415 à Azincourt), vicomte de Melun, comte de Tancarville, chambellan et connétable de Normandie, seigneur de Dangu et de Varenguebec, après son frère Jean III

### Maison d'Harcourt

Armoiries de Guillaume d'Harcourt († 1487), comte de Tancarville.

- 1417-1423 : Jacques II d'Harcourt († 1423), seigneur de Montgomery, de Noyelles-sur-Mer et de Wailly, capitaine de Rue et du Crotoy, Comte de Tancarville, seigneur de Varenguebec, Jure uxoris connétable et chambellan de Normandie par son épouse Marguerite de Melun († 1440), comtesse de Tancarville, fille du précédent
- 1423-1487 :  Guillaume d'Harcourt († 1487), comte de Tancarville, baron de Varenguebec, vicomte de Melun, baron de Montgomery, seigneur du Bec-Crespin, de Dangu et de Blangy-en-Auge, connétable et chambellan de Normandie,

### Maison d'Orléans-Longueville
- 1488-1491 : François Ier d'Orléans-Longueville (1447-1491), comte de Dunois, de Longueville, de Tancarville, et de Montgomery, baron de Varenguebec, vicomte de Melun, Grand-chambellan de France, gouverneur de Normandie et du Dauphiné, connétable et chambellan de Normandie, par sa mère Marie d'Harcourt (morte en 1464), dame de Parthenay, sœur du précédent
- 1491-1512 : François II d'Orléans-Longueville (1470-1512), comte de Longueville, de Dunois, de Tancarville et de Montgomery, prince de Châtelaillon, vicomte de Melun, seigneur de Parthenay, grand chambellan de France, chambellan et connétable héréditaire de Normandie. Louis XII l'éleva en 1505 au rang de duc de Longueville. Fils aîné du précédent
- 1512-1516 : Louis Ier d'Orléans-Longueville (1480-1516), marquis de Rothelin, puis duc de Longueville, comte de Dunois, de Tancarville et de Montgomery, prince de Châtelaillon, vicomte de Melun, seigneur de Parthenay, grand chambellan de France, seigneur de Varenguebec, chambellan et connétable héréditaire de Normandie, Grand chambellan de France, frère du précédent
- 1516-1524 : Claude d'Orléans-Longueville (1508-1524), duc de Longueville, comte de Montgomery, de Tancarville, vicomte d'Abberville, chambellan et connétable héréditaire de Normandie. Fils du précédent.
- 1524-1537 : Louis II d'Orléans-Longueville (1510-1537), duc de Longueville, comte de Montgomery, de Tancarville, vicomte d'Abberville, chambellan et connétable héréditaire de Normandie. Frère du précédent.
- 1537-1551 : François III d'Orléans-Longueville (1535-1551), duc de Longueville, comte de Montgomery, de Tancarville, vicomte d'Abberville, comte de Neufchâtel, chambellan et connétable héréditaire de Normandie. fils du précédent
- 1551-1573 : Léonor d'Orléans (1540-1573), duc de Longueville, prince de Châtellaillon, marquis de Rothelin, comte de Montgomery et de Tancarville, vicomte d'Abberville, de Melun, comte de Neufchâtel et de Valangin, chambellan et connétable héréditaire de Normandie.
- 1573-1595 : Henri Ier d'Orléans-Longueville (1568-1595), duc de Longueville, prince de Châtelaillon, comte de Neufchâtel et de Valangin, chambellan et connétable héréditaire de Normandie. Fils du précédent.
- 1595-1663 : Henri II d'Orléans-Longueville (1595–1663), duc de Longueville, d'Estouteville et de Coulommiers, prince et souverain de Neuchâtel et de Valangin, prince de Châtelaillon, comte de Dunois, gouverneur de Picardie puis de Normandie. Fils du précédent, chambellan et connétable héréditaire de Normandie.
- 1663-1669 : Jean Louis Charles d'Orléans-Longueville (1646-1694), duc de Longueville, prince de Châtelaillon, de Neufchâtel et de Valangin, duc d'Estouteville, comte de Saint-Pol et de Tancarville, chambellan et connétable héréditaire de Normandie. Fils du précédent. Entré dans les ordres (l'abbé d'Orléans), ses terres et titres vont à son frère cadet :
- 1669-1672 : Charles-Paris d'Orléans (1649-1672), duc de Longueville, prince de Châtelaillon, de Neufchâtel et de Valangin, duc d'Estouteville, comte de Saint-Pôl et de Tancarville, chambellan et connétable héréditaire de Normandie. Frère du précédent.
- 1694-1707:  Marie, demi-sœur des précédents.

### Maison de Montmorency
- ....-1726 : Charles Ier Frédéric de Montmorency-Luxembourg (1662-1726), 6e, duc de Piney-Luxembourg, prince d'Aigremont et de Tingry, marquis de Bellenave, baron de Mello, comte de Boutteville, de Dangu, de Luxe
- 1726-1764 : Charles II Frédéric de Montmorency-Luxembourg (1702-1764), 8e duc de Piney-Luxembourg, 2e duc de Montmorency, prince d'Aigremont et de Tingry, comte de Bouteville, de Lassé, de Dangu et de Lux, comte de Tancarville, connétable et chambellan de Normandie, gouverneur de Normandie
- 1764-1799 : Anne Léon II de Montmorency-Fosseux1731-1799), 3e duc de Montmorency, premier baron de France et premier baron chrétien, comte de Tancarville, Creuilly, marquis de Seignelay, de Blainville, de Lourey, Jure uxoris connétable et chambellan de Normandie pars on épouse Charlotte Anne Françoise de Montmorency-Luxembourg, petite-fille et héritière du précédent. (Voir Archives nationales (Paris), T 144).

## Survivance

### Maison de Montmorency
- 1799-1846 : Anne Louis Charles François de Montmorency-Tancarville (1769-1846), « Prince de Montmorency-Tancarville », grand d'Espagne, 4e duc de Montmorency, député de la Seine-Inférieure (1815-1827), fils du précédent.

### Maison de Talleyrand-Périgord
- 1846-1898 : Napoléon Louis de Talleyrand-Périgord (1859-1937), 5e duc de Talleyrand, 5e duc de Dino, prince et e duc de Sagan
- 1811-1898 : 3e duc de Talleyrand, Jure uxorispar son épouse Anne Louise Alix de Montmorency (1810-1858), fille du précédent.
- 1898-1910 : Boson de Talleyrand-Périgord (1832-1910), duc de Sagan, 4e duc de Talleyrand, fils du précédent.
- 1910-1937 : Marie Pierre Camille Louis Hély de Talleyrand-Périgord (1859-1937), duc de Sagan, 5e duc de Talleyrand, fils du précédent.

### Famille de Pourtalès
- 1937-1996 : James de Pourtalès (1911-1996), Jure uxoris par son épouse Violette de Talleyrand-Perigord (1915-2003), duchesse de Sagan, dernière de son nom, fille du précédent.
- 1996- : Hélie Alfred Gérard de Pourtalès de Talleyrand (né 1938), duc de Sagan, fils du précédent.

## Sources et Bibliographie
- Achille Deville, Histoire du château et des sires de Tancarville, Rouen : Périeux, 1834. q.v. en ligne sur Google.Livres (ouvrage publié, dit l'auteur p. 104, n.1., à partir des documents originaux du chartrier du château de Tancarville conservé aux Archives départementales de Seine-Maritime, fonds 1 ER 1 à 586 (voir le répertoire sommaire).